# Язовирна стена
Бент пренасочва насам.  За окръга в САЩ вижте Бент (окръг).
Язовирната стена (бент, бараж) е строително съоръжение, преграждащо река, за да създаде изкуствено езеро (язовир). Повечето язовирни стени имат преливник, предназначен да пропуска постоянно или с прекъсвания водния поток.
Сред предназначенията на язовирните стени са осигуряване на вода за напояване или водоснабдяване, подобряване на корабоплаването, захранване на ВЕЦ и ПАВЕЦ, създаване на зони за отдих или жизнена среда за риба и диви животни, задържане на отпадни води от промишлени предприятия и други. Повечето язовири се използват за няколко от изброените цели.

## История
Първите язовирни стени са строени в Близкия изток вероятно още през 4 хилядолетие пр.н.е. като част от напоителни системи или за контрол на речния отток.
Най-старата известна стена е Джауа в северната част на Йордания, от която са запазени развалини и която е строена около 3000 г. пр.н.е. Тя представлява зидана каменна стена с височина 4,5 m и дебелина 1 m, укрепена с широк 50 m земен насип. Най-старата стена със значителни размери е древноегипетската Сад ел-Кафара с дължина 102 m и дебелина в основата 87 m. Тя е отклонителна стена, предназначена за контрол на течението и е строена около 2800 г. пр.н.е. или 2600 г. пр.н.е., но е разрушена от порой по време на строителството или малко след това.
В Римската империя строителството на язовири, главно за водоснабдяване на големия брой градове, получава голямо развитие.  Използването на водоустойчиви хидравлични разтвори, най-вече на бетон, базиран на пуцоланов цимент, дава възможност за изграждането на много по-големи язовирни стени от строените дотогава. През Римската епоха продължават да се използват известните и дотогава насипни и зидани гравитационни стени, но именно през този период се появяват и останалите видове, използвани и днес – сводово-гравитационни, сводови, контрафорсни,, многосводови контрафорсни.
Римляните са и първите, които строят язовирни стени, използвани за мостове, като Валериановия мост в днешен Иран. Най-големите римски язовирни стени са Хомс и Харбака в днешна Сирия. Най-висока е стената при Субиако близо до Рим, чиято рекордна височина от 50 m остава ненадмината до нейното разрушаване при инцидент през 1305 г.
В Нидерландия – страна, разположена ниско спрямо морското равнище, често се строят диги за блокиране на реки, за регулиране нивото на водата и предотвратяване на морето да навлиза в блатистите крайморски райони. Такива диги често бележат началото на град или селище, защото е било лесно да се пресича реката на такова място, и често са давали имената на съответното място на нидерландски език. Така например холандската столица Амстердам (старо име Амстелредам) е образувано от dam (язовирна стена, дига, бент) и името на река Амстел в края на 12 век, а Ротердам е с подобен произход (река Роте е малък приток на Маас). Централният площад на Амстердам, покриващ оригиналното място на 800-годишната дига, все още носи името площад „Дам“.

## Видове язовирни стени

### Дървени стени
Дървените стени рядко се използват от хората поради неголямата си трайност и ограничената височина, до която могат да бъдат строени. В миналото са използвани по-често, но днес повечето са заменени с бетонни стени, особено в индустриализираните страни.
Дървото е основен материал, използван при изграждането на язовирни стени от бобрите, често в комбинация с кал или камъни.

### Насипни стени
Насипните стени са изградени от насипен материал без свързващо вещество, който може да бъде почва (земнонасипни стени) или скален материал (скалнонасипни стени). Те задържат водата чрез собственото си тегло, както бетонните гравитационни стени. Тъй като използваният насипен материал често е водопропусклив, обикновено насипните стени имат водоплътно ядро или повърхност от страната на язовира, изградени от бетон или глина.
Насипните стени се класифицират по материалите за стената, по конструкцията, по метода на изграждане, по височина, по вида на антифилтрационните устройства в основата на стената.
За ниски се считат язовирни стени до 25 m, средните са от 25 m до 75 m, а над 75 m са високи. Над 250 m са свръхвисоки.

### Масивни стени
Масивните стени са изградени най-често от бетон. По своята конструкция те се разделят на 2 вида – гравитационни и сводови.
Гравитационните стени поемат товара от водата в язовира чрез собственото си тегло, което предотвратява преобръщане, хлъзгане или разрушаване на основата. За тази цел направлението на резултантната сила на хидростатичното налягане и собственото тегло на стената трябва да пресича нейната основа.
При сводовите стени товарът се поема от комбинация на сводово и гравитационно действие. Тяхната форма е изпъкнала от страната на язовира и огъващите моменти са намалени за сметка на натисковата сила, което позволява значително намаляване на използвания материал. При този вид стени от особено значение са фундаментите не само под, но и встрани от стената, поради което най-удачното място за тях е в тесни каньони със здрави и стръмни стени.

## Важни системи в язовирните стени
- Шлюз в язовирните стени, изградени на реки, използвани за плаване, има шлюзове, които позволяват преминаването на кораби.
- Преливник – вентили и канали, които позволяват регулиране на водния поток.

## Съображения при изграждане

### Местоположение
Най-доброто място за изграждане на язовирна стена е дълбока речна долина, като нейните странични склонове се използват за естествени стени. Основната функция на язовирната стена е да запълни липсващата част на естествения резервоар, образуван от релефа. Местата на стените обикновено се избират така, че тази липсваща част да е минимална.
Други важни инженерни съображения при строителството на язовирна стена са:
- водопропускваемостта на околните скали и почви
- сеизмичната нарушеност на основата
- максималните водни потоци
- затлачването на язовира
- въздействието върху риболова, горите и животинския свят
- въздействието върху селищата
- стойността на наводнените земи, както и на преместването на население
- премахването на сгради и токсични материали от територията на бъдещия язовир

### Оценка на въздействието
Въздействието се оценява по няколко начина: ползите за човешкото общество, произтичащи от язовира (селско стопанство, вода, намаляване на риска от нанасяне на щети, добив на електричество), вредите или ползите за флората и фауната; въздействието върху геоложката структура (дали промяната на водния поток и нивото на водата ще понижат или повишат устойчивостта); и влиянието върху човешката среда (преместване на хора, загуба на археологически или културни ценности под водите на язовира).

## Разрушаване на язовирни стени и сигурност
Щетите, причинени от разрушаването на язовирна стена могат да бъдат изключително големи. Това се дължи на факта, че разрушаването на язовирната стена често е само малка част от общите щети, които включват загубите от унищожаването на свързаните с тях съоръжения (язовира е почти винаги само част от по-голям хидровъзел); загубите на предприятия, чието производство може да бъде парализирано в резултат на прекратяване на работата на водноелектрическите централи; загубите по-надолу по течението на реката от разрушенията, причинени от преливането и др.

### Големи катастрофи
По-долу са изброени някои от най-големите бедствия, които са се случили на язовирни стени.
| Дата                                 | Язовирна стена | Място                                           | Брой загинали       | Снимка                           | Снимка |
| ------------------------------------ | --- | ----------------------------------------------- | ------------------- | -------------------------------- | --- |
| 12 март 1928 г.                      | Язовир Сейнт-Франсис                                                                                                   | Каньон Сан Францискито, Крайбрежни хребети, САЩ | около 600 души      | Язовира преди катастрофата.      | Парче бетон от кокструкцията на разстояние половин миля от пробитата язовирна стена (парчето е с височина от около 3 метра). Отзад се вижда самата стена. |
| 18 август 1941 г., есента на 1943 г. | Днепрогес | Запорожие, СССР                                 | Няколко хиляди души | Днепрогес през лятото на 1942 г. | Разрушенията после взривяването на ХЕС през 1943 г. |
| 2 декември 1959 г.                   | Язовир Малпасе | Лазурен бряг, Франция                           | 423 души            |                                  | Останки от язовирната стена. |
| 9 октомври 1963 г.                   | Язовир Вайонт | Монте Ток, Белуно, Италия                       | 2500 души           | Конструкция на стената.          | Град Лонгароне след преминаването на приливната вълна. |
| 7 август 1975 г.                     | Язовир Банцяо | Чжумадян, Китай                                 | 171 хиляди души     |                                  | Външно изображение [ Язовира след разрушението]. (Архивирано от оригинала Архив на оригинала от 2013-06-26 в Wayback Machine . . 2012-04-30)              |
| Външно изображение                   | |                                                 |                     |                                  | |
|                                      | [ Язовира след разрушението]. (Архивирано от оригиналаАрхив на оригинала от 2013-06-26 в Wayback Machine.. 2012-04-30) |                                                 |                     |                                  | |

## Цитирани източници
- Arenillas, Miguel et al. Dams from the Roman Era in Spain. Analysis of Design Forms (with Appendix) //  1st International Congress on Construction History [20th–24th January].   2003. (на английски)
- Garbrecht, Günther. Wasserspeicher (Talsperren) in der Antike.   1986. S. 51 – 64. (на немски)
- Hodge, A. Trevor. Roman Aqueducts & Water Supply.   London, Duckworth, 1992. ISBN 0-7156-2194-7. (на английски)
- Hodge, A. Trevor. Reservoirs and Dams // Wikander, Örjan (ed.). Handbook of Ancient Water Technology, Vol. 2.   Leiden, Brill, 2000. ISBN 90-04-11123-9. (на английски)
- James, Patrick et al. Historical Development of Arch Dams. From Roman Arch Dams to Modern Concrete Designs //  Australian Civil Engineering Transactions CE43.   2002. p. 39 – 56. (на английски)[неработеща препратка]
- Schnitter, Niklaus. Römische Talsperren //  Antike Welt 8 (2).   1978. S. 25 – 32. (на немски)
- Schnitter, Niklaus. Verzeichnis geschichtlicher alsperren bis Ende des 17. Jahrhunderts // Garbrecht, Günther (ed.). Historische Talsperren, Vol. 1.   Stuttgart, Verlag Konrad Wittwer, 1987a. ISBN 3-87919-145-X. (на немски)
- Schnitter, Niklaus. Die Entwicklungsgeschichte der Pfeilerstaumauer // Garbrecht, Günther (ed.). Historische Talsperren, Vol. 1.   Stuttgart, Verlag Konrad Wittwer, 1987b. ISBN 3-87919-145-X. (на немски)
- Schnitter, Niklaus. Die Entwicklungsgeschichte der Bogenstaumauer // Garbrecht, Günther (ed.). Historische Talsperren, Vol. 1.   Stuttgart, Verlag Konrad Wittwer, 1987c. ISBN 3-87919-145-X. (на немски)
- Smith, Norman. A History of Dams.   London, Peter Davies, 1971. ISBN 0432150900. (на английски)
- Vogel, Alexius. Die historische Entwicklung der Gewichtsmauer // Garbrecht, Günther (ed.). Historische Talsperren, Vol. 1.   Stuttgart, Verlag Konrad Wittwer, 1987. ISBN 3-87919-145-X. (на немски)